# Grand Prix de l’Imaginaire
Der Grand Prix de l’Imaginaire ist ein verlagsunabhängiger französischer Literaturpreis für Phantastische Literatur. Er ist der älteste noch bestehende französische Preis dieser Art. Er wird seit 1974 jährlich in mehreren Kategorien verliehen.

## Geschichte
Der Preis wurde 1974 vom Autor Jean-Pierre Fontana auf einem Science-Fiction-Festival in Clermont-Ferrand als Grand Prix de la Science-Fiction Française begründet und trägt seit 1992 den heutigen Namen. Die Umbenennung trug der Tatsache Rechnung, dass sich der Preis auch anderen Genres als der Science-Fiction (Fantasy- und Horrorliteratur), sowie internationalen Autoren öffnete.
Die Preisträger werden nach einem längeren Vorauswahlprozess von einer Jury gewählt und auf einer Convention präsentiert. Da ab 2010 die Preisverleihung von der Utopiales in Nantes zur Étonnants Voyageurs in Saint-Malo verlegt wurde, gab es zwei Mal einen Grand Prix de l’Imaginaire für das Jahr 2010.

## Preisträger
1974
- Französischsprachiger Roman: Michel Jeury, Le temps incertain (deutsch: Robert Holzachs chronolytische Reisen)
- Französischsprachige Erzählung: Gérard Klein, Réhabilitation (deutsch: Wiederaufbau)

1975
- Französischsprachiger Roman: Philippe Curval, L’homme à rebours
- Französischsprachige Erzählung: Dominique Douay, Thomas (deutsch: Thomas)

1976
- Französischsprachiger Roman: Philippe Goy, Le Livre/machine
- Französischsprachige Erzählung: Daniel Walther, Les Soleils noirs d’Arcadie

1977
- Französischsprachiger Roman: Michel Demuth, Les Galaxiales
- Französischsprachige Erzählung: Philippe Goy, Retour à la terre (deutsch: Endgültige Rückkehr zur Erde)
- Sonderpreis für das Lebenswerk: Yves Dermèze

1978
- Französischsprachiger Roman: Pierre Pelot, Delirium circus
- Französischsprachige Erzählung: Yves Frémion, Petite mort, petite amie

1979
- Französischsprachiger Roman: Yves und Ada Rémy, La Maison du Cygne
- Französischsprachige Erzählung: Serge Brussolo, Funnyway
- Sonderpreis: Wojtek Siudmak

1980
- Französischsprachiger Roman: Daniel Walther, L’Épouvante (deutsch: Kanonenboot „Panik“)
- Französischsprachige Erzählung: Pierre Giuliani, Les hautes plaines
- Sonderpreise: Moebius, Major fatal und Louis-Vincent Thomas, Civilisation et divagations

1981
- Französischsprachiger Roman: Serge Brussolo, Vue en coupe d’une ville malade
- Französischsprachige Erzählung: Bruno Lecigne, La Femme-escargot allant au bout du monde
- Sonderpreis: Claude Eckerman, Alain Grousset und Dominique Martel

1982
- Französischsprachiger Roman: Élisabeth Vonarburg, Le Silence de la cité (deutsch: Die schweigende Stadt)
- Französischsprachige Erzählung: Jean-Pierre Hubert, Gélatine (deutsch: Gelatine)
- Jugendroman: Jean-Pierre Andrevon, La Fée et le géomètre
- Sonderpreise: G.-J. Arnaud, La compagnie des glaces und Marcel Thaon, Essai psychanalytique sur la création littéraire

1983
- Französischsprachiger Roman: Pierre Billon, L’Enfant du cinquième nord
- Französischsprachige Erzählung: Jacques Mondolini, Papa 1er
- Jugendroman: Michel Grimaud, Le Tyran d’Axilane
- Sonderpreis: Marc Caro und Jean-Pierre Jeunet, Le Bunker de la dernière rafale

1984
- Französischsprachiger Roman: Jean-Pierre Hubert, Le Champ du rêveur
- Französischsprachige Erzählung: Jean-Claude Dunyach, Les Nageurs de Sable
- Jugendroman: Thérèse Roche, Le Naviluk
- Sonderpreis: Henri Delmas und Alain Julian, Le Rayon SF

1985
- Französischsprachiger Roman: André Ruellan, Mémo
- Französischsprachige Erzählung: René Sussan, Un fils de Prométhée, ou Frankenstein dévoilé
- Jugendroman: Robert Escarpit, L’Enfant qui venait de l’espace
- Sonderpreis: Gérard Cordesse, La Nouvelle science-fiction américaine

1986
- Französischsprachiger Roman: Joël Houssin, Les vautours
- Französischsprachige Erzählung: Charles Dobzynski, Le Commerce des mondes

1987
- Französischsprachiger Roman: Antoine Volodine, Rituel du mépris, variante Moldscher
- Französischsprachige Erzählung: Gérard Klein, Mémoire vive, mémoire morte
- Sonderpreis: Emmanuel Carrère, Le détroit de Behring

1988
- Französischsprachiger Roman: Serge Brussolo, Opération «serrures carnivores»
- Französischsprachige Erzählung: Limite (d. i. Francis Berthelot), Le Parc zoonirique
- Sonderpreis: Georges-Olivier Châteaureynaud, Le combat d’Odiri

1989
- Französischsprachiger Roman: Joëlle Wintrebert, Le Créateur chimérique
- Französischsprachige Erzählung: Richard Canal, Étoile
- Jugendroman: Christian Grenier, Le Coeur en abîme
- Essay: Guy Lardreau, Fictions philosophiques et science-fiction und Norbert Spehner, Écrits sur la science-fiction
- Sonderpreis: Dominique Douay und Michel Maly, Les Voyages ordinaires d’un amateur de tableaux

1990
- Französischsprachiger Roman: Jean-Pierre Andrevon, Sukran
- Französischsprachige Erzählung: Colette Fayard, Les Chasseurs au bord de la nuit
- Jugendroman: Roger Leloup, Le Pic des ténèbres
- Essay: Jean-Jacques Lecercle, Frankenstein : mythe et philosophie
- Sonderpreis: Philippe Curval

1991
- Französischsprachiger Roman: Francis Berthelot, Rivage des intouchables
- Französischsprachige Erzählung: Raymond Milési, Extra-muros
- Jugendroman: Liliane Korb, Temps sans frontières
- Essay: Alain Carraze und Hélène Oswald, Le Prisonnier, chef-d’œuvre télévisionnaire
- Sonderpreis für das Lebenswerk: Jean-Michel Nicollet

1992
- Französischsprachiger Roman: Joël Houssin, Le Temps du twist
- Fremdsprachiger Roman: Robert R. McCammon, L’Heure du loup
- Französischsprachige Erzählung: Alain Dorémieux, M’éveiller à nouveau près de toi, mon amour
- Jugendroman: Yves Coppens und Pierre Pelot, Le rêve de Lucy
- Übersetzung: Patrick Berthon, La Face des eaux von Robert Silverberg
- Essay: Jean-Claude Alizet, L’Année 1989 du polar, de la SF et du fantastique
- Sonderpreis: Ellen Herzfeld, Gérard Klein und Dominique Martel, La Grande anthologie de la Science-Fiction Française

1993
- Französischsprachiger Roman: Ayerdhal, Demain, une oasis
- Fremdsprachiger Roman: Garfield Reeves-Stevens, La Danse du scalpel
- Französischsprachige Erzählung: Wildy Petoud, Accident d’amour
- Jugendroman: François Coupry, Le Fils du concierge de l’opéra
- Übersetzung: Dominique Haas, Les Livres Magiques de Xanth von Piers Anthony
- Essay: Francis Lacassin, Mythologie du fantastique
- Sonderpreis: Les éditions de l’Atalante

1994
- Französischsprachiger Roman: Pierre Bordage, Les Guerriers du silence
- Fremdsprachiger Roman: Jack Finney, Le Voyage de Simon Morley
- Französischsprachige Erzählung: Katherine Quenot, Rien que des sorcières
- Jugendroman: Alain Grousset, Les Chasse-marée
- Übersetzung: Hélène Collon, L’Homme des jeux von Iain M. Banks
- Essay: Joël Malrieu, Le Fantastique
- Sonderpreis: Hélène Collon, Regards sur Philip K. Dick. Le Kalédickoscope

1995
- Französischsprachiger Roman: Laurent Genefort, Arago
- Fremdsprachiger Roman: Robert Reed, La voie terrestre
- Französischsprachige Erzählung: Serge Lehman, Dans l’abîme
- Fremdsprachige Erzählung: Nancy Kress, L’une rêve et l’autre pas
- Jugendroman: Clive Barker, Le voleur d’éternité
- Übersetzung: Jean-Daniel Brèque, Âmes perdues von Poppy Z. Brite und Les larmes d’Icare von Dan Simmons
- Essay: Francis Berthelot, La métamorphose généralisée
- Sonderpreis: Dona und René Sussan, Les nourritures extraterrestres

1996
- Französischsprachiger Roman: Maurice G. Dantec, Les racines du mal
- Fremdsprachiger Roman: James Morrow, En remorquant Jéhovah
- Französischsprachige Erzählung: Georges-Olivier Châteaureynaud, Quiconque
- Fremdsprachige Erzählung: Dan Simmons, Le grand amant
- Jugendroman: Christopher Pike, La falaise maudite
- Übersetzung: Simone Hilling, La chute des fils von Ann McCaffrey
- Essay: Lawrence Sutin, Invasions divines : Philip K. Dick, une vie
- Sonderpreis: Cyberdreams

1997
- Französischsprachiger Roman: Jean-Marc Ligny, Inner city
- Fremdsprachiger Roman: Neal Stephenson, Le Samouraï virtuel
- Französischsprachige Erzählung: Serge Lehman, Le Collier de Thasus
- Fremdsprachige Erzählung: Robert James Sawyer, Vous voyez mais vous n’observez pas
- Jugendroman: Raymond Milési, Papa, j’ai remonté le temps
- Übersetzung: Guy Abadia, Endymion von Dan Simmons
- Essay: Stephen King, Anatomie de l’horreur
- Sonderpreis: Mad movies

1998
- Französischsprachiger Roman: Serge Lehman, F.A.U.S.T.
- Fremdsprachiger Roman: Clive Barker, Imajica
- Französischsprachige Erzählung: Jean-Claude Dunyach, Déchiffrer la trame
- Fremdsprachige Erzählung: Poppy Z. Brite, Calcutta, seigneur des nerfs
- Jugendroman: Christian Grenier, Le cycle du Multimonde
- Übersetzung: Patrick Couton, Les Annales du Disque-Monde von Terry Pratchett
- Essay: Otrante 9
- Sonderpreis: Henri Loevenbruck

1999
- Französischsprachiger Roman: Roland C. Wagner, Les Futurs mystères de Paris
- Fremdsprachiger Roman: Valerio Evangelisti, Eymerich
- Französischsprachige Erzählung: Jean-Jacques Nguyen, L’Amour au temps du silicium
- Fremdsprachige Erzählung: John Crowley, La Grande œuvre du temps
- Jugendroman: Gérard Moncomble, Prisonnière du tableau !
- Übersetzung: Nathalie Serval, L’Enfant arc-en-ciel von Jonathan Carroll
- Essay: Joseph Altairac, H. G. Wells. Parcours d’une œuvre
- Sonderpreis: Le Visage Vert

2000
- Französischsprachiger Roman: Jean-Michel Truong, Le Successeur de pierre
- Fremdsprachiger Roman: Orson Scott Card, Les chroniques d’Alvin le faiseur
- Französischsprachige Erzählung: Fabrice Colin, Naufrage mode d’emploi
- Fremdsprachige Erzählung: Jonathan Carroll, Ménage en grand
- Jugendroman: Gudule, La fille au chien noir
- Übersetzung: Michel Pagel, La paix éternelle von Joe Haldeman und L’intercepteur de cauchemars von Graham Joyce
- Grafik: Philippe Jozelon
- Essay: Jean-Bruno Renard, Rumeurs et légendes urbaines
- Sonderpreis: Stéphanie Nicot, Galaxies

2001
- Französischsprachiger Roman: René Réouven, Bouvard, Pécuchet et les savants fous
- Fremdsprachiger Roman: Andreas Eschbach, Des milliards de tapis de cheveux
- Französischsprachige Erzählung: Jeanne Faivre d’Arcier, Monsieur boum boum
- Fremdsprachige Erzählung: Terry Bisson, meucs
- Jugendroman: Francis Berthelot, La maison brisée
- Übersetzung: Jean-Pierre Pugi, Jack Faust von Michael Swanwick
- Grafik: Manchu
- Essay: Denis Mellier, La littérature fantastique und L’écriture de l’excès – Fiction fantastique et poétique de la terreur
- Sonderpreis: Pierre Pelot, Sous le vent du monde
- Europäischer Preis: Piergiorgio Nicolazzini

2002
- Französischsprachiger Roman: Pierre Pevel, Les Ombres de Wielstadt
- Fremdsprachiger Roman: J. Gregory Keyes, Les Démons du Roi-Soleil
- Französischsprachige Erzählung: Olivier Paquet, Synesthésie
- Fremdsprachige Erzählung: Christopher Priest, Retour au foyer
- Jugendroman: Danielle Martinigol, Les Abîmes d’Autremer
- Übersetzung: Claire Duval, Jésus Vidéo von Andreas Eschbach
- Grafik: Benjamin Carré
- Essay: Renan Pollès, La Momie – De Khéops à Hollywood
- Sonderpreis: Ténèbres Nr. 11/12
- Europäischer Preis: Patrick J. Gyger

2003
- Französischsprachiger Roman: Michel Pagel, Le roi d’août
- Fremdsprachiger Roman: Jamil Nasir, La tour des rêves
- Französischsprachige Erzählung: Claire und Robert Belmas, À n’importe quel prix
- Fremdsprachige Erzählung: Graham Joyce, Les nuits de Leningrad
- Jugendroman: Elvire, Lorris und Marie-Aude Murail, Golem
- Übersetzung: Pierre-Paul Durastanti, L’I.A. et son double von Scott Westerfeld
- Grafik: Didier Graffet
- Essay: Thomas Bouchet, Dictionnaire des Utopies
- Sonderpreis: Robert Holdstock, La forêt des mythagos
- Europäischer Preis: Sylvie Miller

2004
- Französischsprachiger Roman: Fabrice Colin, Dreamericana
- Fremdsprachiger Roman: Robert Holdstock, Celtika
- Französischsprachige Erzählung: Jean-Jacques Girardot, Dédales virtuels
- Fremdsprachige Erzählung: Peter S. Beagle, Le rhinocéros qui citait Nietzsche
- Jugendroman: Fabrice Colin, Cyberpan
- Übersetzung: Brigitte Mariot, Le rhinocéros qui citait Nietzsche von Peter S. Beagle
- Grafik: Sandrine Gestin, Dragonne von Didier Quesne
- Essay: Jean Marigny, Le Vampire dans la littérature du XXe siècle
- Sonderpreis: Terra Incognita
- Europäischer Preis: Les éditions de l’Atalante

2005
- Französischsprachiger Roman: Ayerdhal, Transparences
- Fremdsprachiger Roman: China Miéville, Perdido street station
- Französischsprachige Erzählung: Mélanie Fazi, Serpentine
- Fremdsprachige Erzählung: Paul Di Filippo, Sisyphe et l’étranger
- Jugendroman: Nathalie Le Gendre, Mosa Wosa
- Übersetzung: Nathalie Mège, Perdido street station von China Miéville
- Grafik: Philippe Lefèvre-Vakana, L’art de Jean-Claude Forest
- Essay: Eric Henriet, L’histoire revisitée
- Sonderpreis: www.noosfere.org
- Europäischer Preis: Andreas Eschbach, Eine Trillion Euro

2006
- Französischsprachiger Roman: Alain Damasio, La horde du contrevent
- Fremdsprachiger Roman: Christopher Priest, La séparation
- Französischsprachige Erzählung: Claude Ecken, Le monde tous droits réservés
- Fremdsprachige Erzählung: Jeffrey Ford, Exo-skeleton town
- Jugendroman: Cornelia Funke, Cœur d’encre
- Übersetzung: Patrick Marcel, Le livre de Cendres von Mary Gentle
- Grafik: Guillaume Sorel, Le livre de Cendres von Mary Gentle und Les tisserands de Saramyr von Chris Wooding
- Essay: Marie-Louise Ténèze, Les contes merveilleux français
- Sonderpreis: Le troisième oeil. La Photographie et l’occulte
- Europäischer Preis: Vittorio Curtoni

2007
- Französischsprachiger Roman: Catherine Dufour, Le Goût de l’immortalité
- Fremdsprachiger Roman: Graham Joyce, Lignes de vie
- Französischsprachige Erzählung: Sylvie Lainé, Les Yeux d’Elsa
- Fremdsprachige Erzählung: Lucius Shepard, Aztechs
- Jugendroman: Timothée de Fombelle, La Vie suspendue und Jonathan Stroud, La Trilogie de Bartiméus
- Übersetzung: Mélanie Fazi, Lignes de vie von Graham Joyce
- Grafik: Eikasia
- Essay: François Rouiller, 100 mots pour voyager en science-fiction
- Sonderpreis: Fiction
- Europäischer Preis: Brian Aldiss

2008
- Französischsprachiger Roman: Wayne Barrow (Pseudonym von Xavier Mauméjean und Stéphane Boillot), Bloodsilver
- Fremdsprachiger Roman: Robert Charles Wilson, Spin
- Französischsprachige Erzählung: Catherine Dufour, L’Immaculée conception
- Fremdsprachige Erzählung: Ursula K. Le Guin, Quatre chemins du pardon
- Jugendroman: Scott Westerfeld, Uglies
- Übersetzung: Jean-Daniel Brèque, Le Quatuor de Jérusalem von Edward Whittemore
- Grafik: Benjamin Carré, Les Mensonges de Locke Lamora
- Essay: Jean-Jacques Barloy, Bernard Heuvelmans, un rebelle de la science
- Sonderpreis: David Delrieux, Des Fleurs pour Algernon
- Europäischer Preis: Michel Meurger

2009
- Französischsprachiger Roman: Georges-Olivier Châteaureynaud, L’Autre rive
- Fremdsprachiger Roman: Theodore Roszak, L’Enfant de cristal
- Französischsprachige Erzählung: Jeanne-A Debats, La Vieille Anglaise et le continent
- Fremdsprachige Erzählung: Kelly Link, La Jeune détective et autres histoires étranges
- Jugendroman: Gemma Malley, La Déclaration. L’Histoire d’Anna
- Übersetzung: Michelle Charrier, La Jeune détective et autres histoires étranges von Kelly Link
- Grafik: Jean-Baptiste Monge, Comptines assassines von Pierre Dubois
- Essay: Ugo Bellagamba und Éric Picholle, Solutions non satisfaisantes : une anatomie de Robert A. Heinlein
- Sonderpreis: Les éditions du Bélial’
- Europäischer Preis: Corinne Fournier Kiss, La Ville européenne dans la littérature fantastique du tournant du siècle (1860–1915)

2010/1
- Französischsprachiger Roman: Stéphane Beauverger, Le Déchronologue
- Fremdsprachiger Roman: Ian McDonald, Roi du matin, reine du jour
- Französischsprachige Erzählung: Jérôme Noirez, Le diapason des mots et des misères
- Fremdsprachige Erzählung: Neil Gaiman, Des choses fragiles
- Jugendroman: Anne Fakhouri, Le clairvoyage und La brume des jours
- Übersetzung: Gilles Goullet, Vision aveugle von Peter Watts
- Grafik: Beb Deum, FaceBox
- Essay: Echos de Cimmérie. Hommage à Robert Ervin Howard
- Sonderpreis: Labyala Nosfell und Ludovic Debeurme, Le lac aux Vélies
- Europäischer Preis: Maison d’Ailleurs

2010/2
- Französischsprachiger Roman: Justine Niogret, Chien du heaume
- Fremdsprachiger Roman: Jack O’Connell, Dans les limbes
- Französischsprachige Erzählung: Léo Henry, Les Trois livres qu’Absalon Nathan n’écrira jamais
- Fremdsprachige Erzählung: Ted Chiang, Exhalaison und Greg Egan, Océanique
- Französischsprachiger Jugendroman: Victor Dixen, Été mutant
- Fremdsprachiger Jugendroman: John Connolly, Le Livre des choses perdues
- Übersetzung: Sylvie Miller, Interférences von Yoss
- Grafik: Alain Brion, Chute und Rédemption von Brandon Sanderson
- Comic: Warren Ellis und Juan José Ryp, Black Summer
- Manga: Motorō Mase, Ikigami : Préavis de mort
- Essay: Jacques Baudou, L’Encyclopédie de la Fantasy
- Sonderpreis: Jean-Marc Lofficier und Brian Stableford

2011
- Französischsprachiger Roman: Michel Jeury, May le monde
- Fremdsprachiger Roman: Ian McDonald, Le fleuve des dieux
- Französischsprachige Erzählung: Laurent Genefort, Rempart
- Fremdsprachige Erzählung: Lucius Shepard, Sous des cieux étrangers
- Französischsprachiger Jugendroman: François Place, La Douane volante
- Fremdsprachiger Jugendroman: Arthur Slade, La Confrérie de l’horloge
- Übersetzung: Nathalie Mège, Le Don von Patrick O’Leary
- Grafik: Aleksi Briclot, Worlds & Wonders
- Comic: Fabrice Colin, Serge Lehman und Stéphane Gess, La Brigade chimérique
- Manga: Maruo Suehiro, L’Île Panorama
- Essay: Arnaud Huftier, Jean Ray, l’alchimie du mystère
- Sonderpreis: Sylvain Fontaine, Poètes de l’Imaginaire

2012
- Französischsprachiger Roman: Roland C. Wagner, Rêves de Gloire
- Fremdsprachiger Roman: China Miéville, The City & The City
- Französischsprachige Erzählung: Christophe Langlois, Boire la tasse
- Fremdsprachige Erzählung: Lisa Tuttle, Ainsi naissent les fantômes
- Französischsprachiger Jugendroman: Frédéric Petitjean, La Route des magiciens
- Fremdsprachiger Jugendroman: Lauren Oliver, Delirium und Le Dernier jour de ma vie
- Übersetzung: Patrick Dusoulier, Les Enfers virtuels von Iain M. Banks und La Route de Haut-Safran von Jasper Fforde
- Grafik: Joey Hi-Fi, Zoo City von Lauren Beukes
- Comic: Juan Diaz Canales und José-Luis Munuera, Fraternity
- Manga: Atsushi Kaneko, Soil
- Essay: Sébastien Carletti und Jean-Marc Lainé, Nos Années Strange – 1970/1996; Jean-Marc Lainé, Super-héros! La puissance des masques
- Sonderpreis: Verlag José Corti

2013
- Französischsprachiger Roman: Thomas Day, Du sel sous les paupières
- Fremdsprachiger Roman: Paolo Bacigalupi, La Fille automate
- Französischsprachige Erzählung: Bernard Quiriny, Une collection très particulière
- Fremdsprachige Erzählung: Ian McDonald, La Petite déesse
- Französischsprachiger Jugendroman: Hervé Jubert, Magies secrètes
- Fremdsprachiger Jugendroman: Maggie Stiefvater, Sous le signe du scorpion
- Übersetzung: Sara Doke, La Fille automate von Paolo Bacigalupi
- Grafik: Shaun Tan, La Chose perdue und L’Oiseau roi et autres dessins
- Comic: Enrique Fernandez, Les Contes de l’ère du Cobra
- Manga: Takashi Nagasaki und Naoki Urasawa, Billy Bat
- Essay: Natacha Vas Deyres, Ces français qui ont écrit demain
- Sonderpreis: Verlage Ad Astra und Délirium

2014
- Französischsprachiger Roman: Laurent Kloetzer, Anamnèse de Lady Star
- Fremdsprachiger Roman: Andrus Kivirähk, L’Homme qui savait la langue des serpents
- Französischsprachige Erzählung: Thomas Day, 7 secondes pour devenir un aigle
- Fremdsprachige Erzählung: Nina Allan, Complications
- Französischsprachiger Jugendroman: Victor Dixen, Animale. La Malédiction de Boucle d’or
- Fremdsprachiger Jugendroman: Sally Gardner, Une Planète dans la tête
- Übersetzung: Bernard Sigaud, Complications von Nina Allan
- Grafik: Didier Graffet und Xavier Mauméjean, Steampunk – De vapeur et d’acier
- Comic: Alexandre Clérisse und Thierry Smolderen, Souvenirs de l’empire de l’atome
- Manga: Kyoichi Nanatsuki und Night Owl, The Arms Peddler
- Essay: Marc Atallah, Frédéric Jaccaud und Francis Valéry, Souvenirs du futur. Les Miroirs de la Maison d’Ailleurs
- Sonderpreis: L’Intégrale Stefan Wul und Univers de Stefan Wul

2015
- Französischsprachiger Roman: Christophe Lambert, Aucun homme n’est une île
- Fremdsprachiger Roman: Peter F. Hamilton, La Grande Route du Nord
- Französischsprachige Erzählung: Sylvie Lainé, L’Opéra de Shaya
- Fremdsprachige Erzählung: Paolo Bacigalupi, La Fille-flûte et autres fragments de futurs brisés
- Französischsprachiger Jugendroman: Jean-Luc Marcastel, La Seconde vie de d’Artagnan
- Fremdsprachiger Jugendroman: Ransom Riggs, Miss Peregrine et les enfants particuliers
- Übersetzung: Marie Surgers, Intrabasses von Jeff Noon
- Grafik: Aurélien Police
- Essay: Xavier Fournier, Super-héros, une histoire française
- Sonderpreis: Richard Comballot

2016
- Französischsprachiger Roman: Laurent Genefort, Lum’en
- Fremdsprachiger Roman: Andri Snær Magnason, LoveStar
- Französischsprachige Erzählung: Laurent Genefort, Ethfrag
- Fremdsprachige Erzählung: Ken Liu, La Ménagerie de papier
- Französischsprachiger Jugendroman: Christelle Dabos, La Passe-miroir, Teil 1 und 2
- Fremdsprachiger Jugendroman: David Hofmeyr, Stone Rider
- Übersetzung: Jacques Barbéri, L’Évangile selon Eymerich von Valerio Evangelisti
- Grafik: Laurent Gapaillard, La Passe-miroir von Christelle Dabos
- Essay: Pascal Pinteau, Effets spéciaux : deux siècles d’histoires
- Sonderpreis: Natacha Vas-Deyres und Richard Comballot

2017
- Französischsprachiger Roman: Romain Lucazeau, Latium
- Fremdsprachiger Roman: Ahmed Saadawi, Frankenstein à Bagdad
- Französischsprachige Erzählung: Paul Martin Gal, La Cité des Lamentations
- Fremdsprachige Erzählung: Kij Johnson, Un Pont sur la brume
- Französischsprachiger Jugendroman: Roxane Dambre, Scorpi
- Fremdsprachiger Jugendroman: Catherynne M. Valente, La Fille qui navigua autour de Féérie dans un bateau construit de ses propres mains und La fille qui tomba sous Féerie et y mena les festoiements
- Übersetzung: Patrick Marcel, Les Chroniques du Radch von Ann Leckie
- Grafik: Laura Vicédo, Marion Aureille und Philippe Aureille, BOXing dolls von Pierre Bordage
- Essay: Benoît Grison, Du yéti au calmar géant. Le bestiaire énigmatique de la cryptozoologie
- Sonderpreis: Hélène Collon und Nouveaux Millénaires

2018
- Französischsprachiger Roman: Sabrina Calvo, Toxoplasma
- Fremdsprachiger Roman: James Morrow, L'Arche de Darwin
- Französischsprachige Erzählung: Alain Damasio, Serf-Made-Man ? ou la créativité discutable de Nolan Peskine
- Fremdsprachige Erzählung: Nancy Kress, Danses aériennes
- Französischsprachiger Jugendroman: Ange, Sang maudit
- Fremdsprachiger Jugendroman: S. E. Grove, Les Cartographes
- Übersetzung: Jean-Daniel Brèque, Certains ont disparu et d'autres sont tombés von Joel Lane, La Bibliothèque de Mount Char von Scott Hawkins und Apex von Ramez Naam
- Grafik: Daniel Egneus, American Gods und Le Monarque de la vallée von Neil Gaiman
- Essay: Viktoriya Lajoye und Patrice Lajoye, Étoiles rouges. La littérature de science-fiction soviétique
- Sonderpreis: Ellen Herzfeld und Dominique Martel

2019
- Französischsprachiger Roman: Patrick K. Dewdney, Le Cycle de Syffe (Bände 1 und 2)
- Fremdsprachiger Roman: Ben H. Winters, Underground Airlines
- Französischsprachige Erzählung: Luc Dagenais, La Déferlante des Mères
- Fremdsprachige Erzählung: Carolyn Ives Gilman, Voyage avec l’extraterrestre
- Französischsprachiger Jugendroman: Nathalie Somers, Roslend
- Fremdsprachiger Jugendroman: Armand Baltazar, Diego et les rangers du Vastlantique
- Übersetzung: Jacques Collin, Anatèm von Neal Stephenson
- Grafik: Nicolas Fructus, La Quête onirique de Vellitt Boe von Kij Johnson
- Essay: ïan Larue, Libère-toi cyborg ! le pouvoir transformateur de la science-fiction féministe
- Sonderpreis: Guy Costes und Joseph Altairac

2020
- Französischsprachiger Roman: Alain Damasio, Les Furtifs
- Fremdsprachiger Roman: Marina Diatchenko & Sergueï Diatchenko, Vita Nostra
- Französischsprachige Erzählung: Christian Léourier, Helstrid
- Fremdsprachige Erzählung: Tade Thompson, Les Meurtres de Molly Southbourne
- Französischsprachiger Jugendroman: Judith Bouilloc, L’Arrache-mots
- Fremdsprachiger Jugendroman: Neal Shusterman, La Faucheuse (Bände 1–3)
- Übersetzung: Michelle Charrier, Trop semblable à l’éclair von Ada Palmer
- Grafik: Philippe Aureille, Les Îles noires von Sylvie Lainé
- Essay: S.T. Joshi, Lovecraft : Je suis Providence
- Sonderpreis: BNF, Ausstellung: Tolkien, Voyage en Terre du Milieu